# C.C. Catch Megamix '98
«C.C. Catch Megamix '98» es un megamix de los éxitos de C.C. Catch que se publicó como sencillo en 1998. Contó con la colaboración de Krayzee, quien interpreta el rap. El megamix forma parte del álbum de 1998 "Best of '98" donde aparece en dos versiones: una corta de 5:24 minutos (Short Version) y una larga de 7:56 minutos (Long Version).
La versión corta del megamix contiene las siguientes canciones en orden:
- I Can Lose My Heart Tonight
- 'Cause We Are Young
- Heartbreak Hotel
- Soul Survivor

La versión larga del megamix contiene las siguientes canciones en orden:
- I Can Lose My Heart Tonight
- 'Cause We Are Young
- Heartbreak Hotel
- Are You Man Enough
- Backseat Of Your Cadillac
- Heaven And Hell
- Soul Survivor

## Formatos
CD Single Hansa 74321 61803 2, 1998
1. C.C. Catch Megamix '98 (Short Version) - 5:24
2. C.C. Catch Megamix '98 (Long Version) - 7:56
3. Soul Survivor '98 (Rap Version) - 3:03

## Posicionamiento
| Listas (1998) | Máxima posición |
| ------------- | --------------- |
| Alemania      | 33              |

## Créditos
- Voz - C.C. Catch
- Rap - Krayzee
- Letra y música - Dieter Bohlen
- Arreglos - Dieter Bohlen
- Producción - Dieter Bohlen
- Coproducción - Luis Rodríguez
- Distribución - BMG